# Polskie Towarzystwo Krajoznawcze

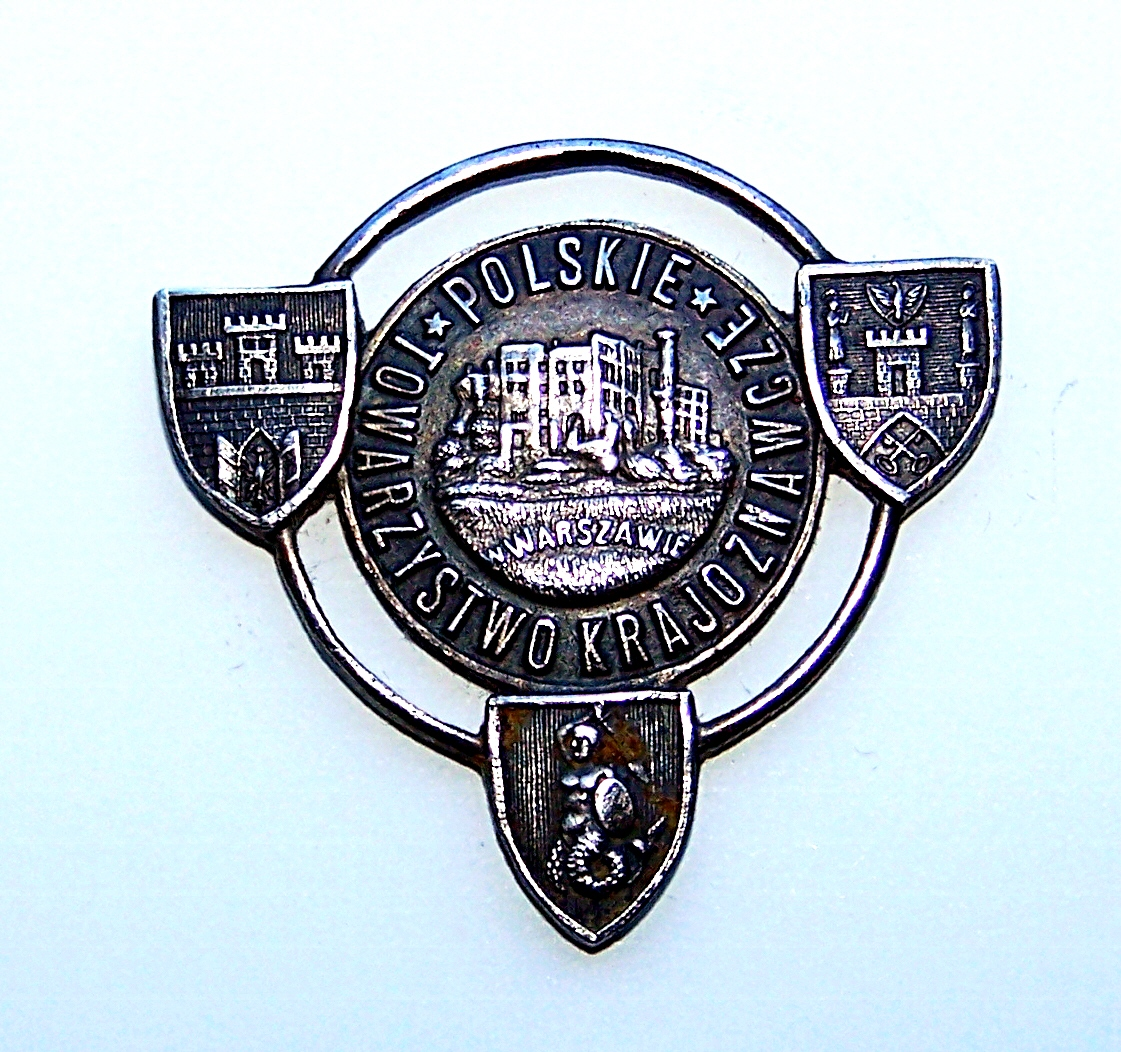
Odznaka organizacyjna PTK

Polskie Towarzystwo Krajoznawcze (PTKraj.) – powstałe w 1906 r. z inicjatywy m.in. Aleksandra Janowskiego, Kazimierza Kulwiecia, Zygmunta Glogera, Mikołaja Wisznickiego i innych. Powstało w Warszawie, a swoim zasięgiem obejmowało zabór rosyjski.

## Polskie Towarzystwo Krajoznawcze (historyczne)
Głównym propagatorem idei polskiego krajoznawstwa był Aleksander Janowski, urzędnik Kolei Warszawsko-Wiedeńskiej w Sosnowcu, a później w Warszawie. Decydujący wpływ na ukształtowanie się jego poglądów na temat krajoznawstwa miała wycieczka odbyta w 1885 r. do Ogrodzieńca, podczas której obserwował jak wiejscy chłopcy bezmyślnie niszczyli, rzucając kamieniami, pamiątkową tablicę nad bramą do zamku. W warszawskim mieszkaniu Janowskiego zbierali się ludzie zainteresowani wspólnym odbywaniem wycieczek i poznawaniem ziem polskich. Tu również narodziła się myśl zawiązania organizacji krajoznawczej. Projekt jej statutu złożyli władzom carskim w 1905 r. A. Janowski i Aleksander Patek. Pod projektem statutu znalazły się podpisy A. Janowskiego, Karola Hofmana i Kazimierza Kulwiecia. Jednak dopiero zelżenie carskiego ucisku narodowościowego w wyniku rewolucyjnych wydarzeń pozwoliło na sfinalizowanie sprawy. 27 października 1906 r. Warszawski Urząd Gubernialny zatwierdził statut organizacji, która postawiła sobie za cel „(…) zbieranie wiadomości krajoznawczych i szerzenie ich wśród ogółu oraz gromadzenie zbiorów naukowych dotyczących ziem polskich, organizowanie wycieczek po kraju, tworzenie oddziałów prowincjonalnych, urządzanie wystaw krajoznawczych, roztaczanie opieki nad pamiątkami historycznymi oraz osobliwościami przyrody”.
Przymiotnik „polskie” występował od początku w nazwie Towarzystwa, podkreślając jego ogólnonarodowy charakter. Symbolem Towarzystwa była odznaka organizacyjna z herbami Warszawy, Krakowa i Poznania (jako stolic trzech zaborów) spiętymi obręczą, w której centrum został umieszczony zarys ruin zamku w Ogrodzieńcu. Głównym celem Towarzystwa było ukazywanie piękna ziemi polskiej oraz rozbudzanie uczuć patriotycznych poprzez poznawanie Polski. Towarzystwo wielką wagę przywiązywało do wychowywania młodzieży. Liczne grono działaczy społecznych (wśród nich m.in. Mieczysław Orłowicz) podjęło się roli przewodników i wychowawców.
PTKraj. prowadziło działalność popularyzatorską, wydawniczą i turystyczną. W szczególności Towarzystwo organizowało i prowadziło muzea krajoznawcze, m.in. w Kaliszu (1908), Suwałkach (1908), Piotrkowie Trybunalskim (1909), Łowiczu (1910), Sandomierzu (1921), Nowogrodzie nad Narwią (1927) i Warce. Ich zbiory gromadzone były przez członków PTKraj. z danego terenu. Do 1939 r. na terenie ówczesnej Polski powstało 20 muzeów regionalnych.
Towarzystwo wydawało przewodniki, informatory i pocztówki, a także (od 1910 roku) rocznik krajoznawczy „Ziemia”. Publikowali w nim m.in. Ludwik Krzywicki, Wacław Nałkowski, Eugeniusz Romer, Ludomir Sawicki, Stanisław Thugutt.
Pierwsze schronisko PTKraj. powstało w Świętej Katarzynie, u podnóża Łysicy w Górach Świętokrzyskich. Kolejne powstawały na atrakcyjnych turystycznie nizinnych obszarach kraju.

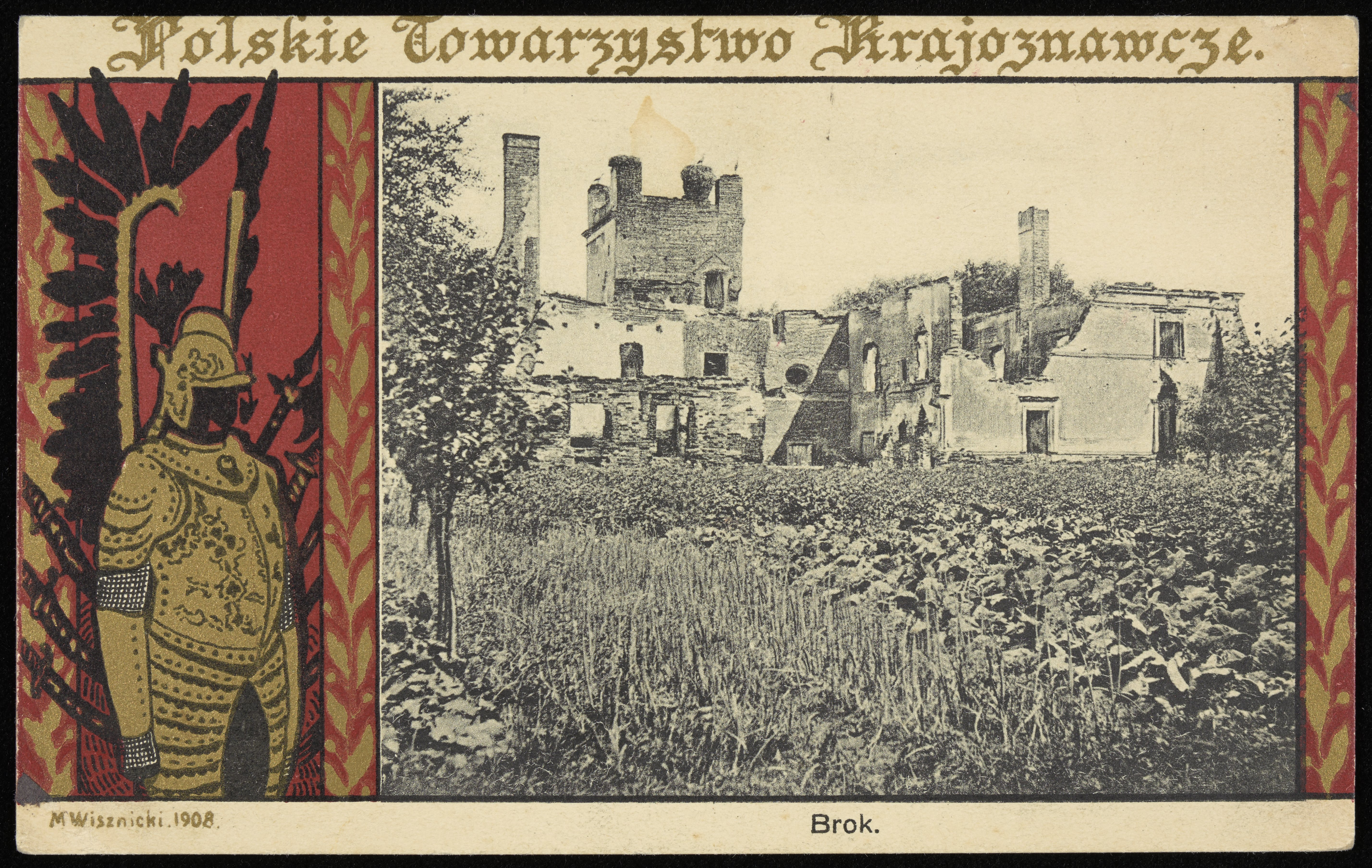
Zamek biskupów płockich w Broku na pocztówce Polskiego Towarzystwa Krajoznawczego

Po I wojnie światowej i odzyskaniu niepodległości towarzystwo objęło działalnością cały kraj. Powstawały liczne oddziały i koła. Organizacja prężnie rozwijała się do wybuchu II wojny światowej.
Towarzystwo reaktywowano w 1945. Ze względów politycznych, pod wpływem władz państwowych, powstał projekt rozwiązania PTKraj. (jak również Polskiego Towarzystwa Tatrzańskiego) i stworzenia nowej, jednej organizacji turystycznej w Polsce. W dniu 16 grudnia 1950 odbyły się dwa osobne zjazdy PTT i PTKraj., które powzięły dwie niezależne uchwały o samorozwiązaniu się jednej i drugiej organizacji. W dniu następnym, 17 grudnia 1950, grupa prywatnych osób (a nie delegatów na zjazdy organizacji, które prawnie już nie istniały) powołała Polskie Towarzystwo Turystyczno-Krajoznawcze. Do nowo powstałej organizacji nie weszli m.in. znani działacze PTKraj. Leopold Węgrzynowicz i Mieczysław Orłowicz.
W obecnie obowiązującym Statucie PTTK znajduje się informacja, że Polskie Towarzystwo Turystyczno-Krajoznawcze […] powstałe w 1950 roku z utworzonego w 1873 roku Towarzystwa Tatrzańskiego, przekształconego w 1920 roku w Polskie Towarzystwo Tatrzańskie oraz utworzonego w 1906 roku Polskiego Towarzystwa Krajoznawczego, jest spadkobiercą tradycji i dorobku ideowego, a także następcą prawnym majątku tych Towarzystw.

## Członkowie Honorowi
1. Aleksander Jabłonowski – 1909 r.
2. Bronisław Chlebowski – 1909 r.
3. Gustaw Manteuffel – 1909 r.
4. Tadeusz Korzon – 1912 r.
5. Bronisław Znatowicz – 1912 r.
6. Benedykt Dybowski – 1914 r.
7. Wandalin Szukiewicz – 1914 r.
8. Władysław Szajnocha – 1920 r.
9. Stefan Żeromski – 1924 r.
10. Aleksander Janowski – 1927 r.
11. Karol Hoffman – 1927 r.
12. Kazimierz Kulwieć – 1927 r.
13. Michał Rawita-Witanowski – 1927 r.
14. Tadeusz Włoszek – 1927 r.
15. Antoni Olszakowski – 1931 r.
16. Aniela Chmielińska – 1932 r.
17. Seweryn Udziela – 1936 r.

## Polskie Towarzystwo Krajoznawcze (współczesne)
Stowarzyszenie pod nazwą Polskie Towarzystwo Krajoznawcze powstało w III RP, w 1993 r. Obecnie ma status organizacji pożytku publicznego.
Współczesne PTKraj. powołali do życia działacze krajoznawstwa i nauczyciele, dla których w ówczesnym PTTK brakowało wychowania przez turystykę oraz pracownicy branży turystycznej (np. z Almaturu). Inicjatywa zrodziła się w środowisku Zielonej Góry, Poznania i Szczecina.
Obecnie PTKraj. jest jednym z organizatorów specjalistycznego wypoczynku dla dzieci z rodzin patologicznych, szkoli przewodników, pilotów, wychowawców kolonijnych. Prowadzi sezonowe bazy dla dzieci i młodzieży w górach (Polanica-Zdrój, Wisła) i nad morzem (Kołobrzeg, Świerzno koło Kamienia Pomorskiego, Łeba).
Z działalności krajoznawczej i badawczej istotna jest praca nad starymi kolejami, np. koleją szprotawską. Co roku, jesienią, odbywają się Zloty Krajoznawcze dla dzieci i młodzieży.
Towarzystwo jest udziałowcem, powołanej przez siebie, spółki Poltur Polska, nawiązującej w swej nazwie do Biura Podróży PTKraj. „Poltur”, które działało przed II wojną światową.